# اسماعیل‌کلا بزرگ
اسماعیل‌کلا بزرگ، روستایی است از توابع بخش مرکزی شهرستان جویبار در استان مازندران ایران. این روستا دارای تالاب یا آب‌بندان بسیار وسیعی نیز می‌باشد که آبیاری زمین‌های کشاورزی اطراف آن از طریق آن انجام می‌شود.

## جمعیت
این روستا در دهستان حسن‌رضا قرار داشته و براساس آخرین سرشماری مرکز آمار ایران که در سال ۱۳۸۵ صورت گرفته، جمعیت آن ۴۰۶نفر (۱۰۵خانوار) بوده‌است.